# Ostfalia

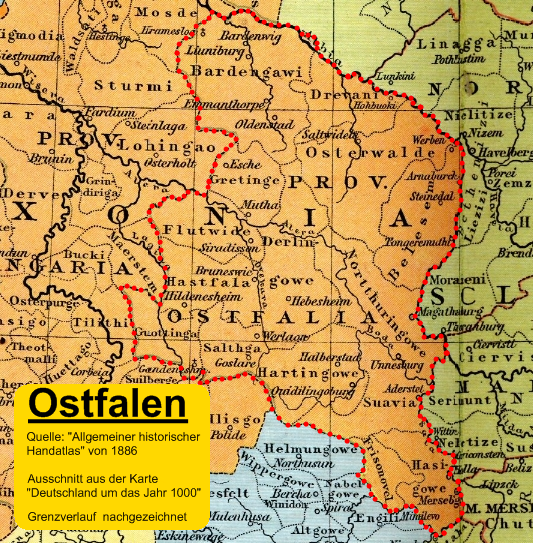
L'Ostfalia (in tedesco Ostfalen) attorno all'anno 1000.

L'Ostfalia (tedesco: Ostfalen, ostfalico: Oostfalen) è una regione storica della Germania settentrionale, che comprende la parte orientale dello storico Ducato di Sassonia, tra i fiumi Elba, Leine, Oker, Saale e Unstrut. Oggi, la regione è compresa nella parte sud-orientale del Land della Bassa Sassonia e la parte occidentale della Sassonia-Anhalt.

## Etimologia
Il nome Ostfalen sta' a significare probabilmente "pianura orientale". Falen è una parola tedesca che significa "superficie piana", "pianura" ed è collegato alla parola dell'antico svedese fala, trovato oggi in nomi di località come Falbygden e Falun, come pure in Germania del Nord la città di Fallstedt. Le pianure della Ostfalia e Vestfalia, separate dal fiume Weser in due parti, a est e a ovest, sono in contrasto con la regione collinosa a sud. A differenza del nome "Vestfalia", "Ostfalia" cadde gradualmente in disuso dopo che il Ducato di Sassonia fu sciolto nel 1180.
I linguisti tedeschi reintrodussero il termine nel XIX secolo nel percorso di ricerca del dialetto ostfalico come dialetto delle lingue germaniche occidentali.